# Ujjain (stad)
Ujjain (Hindi: उज्जैन) ook bekend als Ujain, Ujjayini, Avanti, Avantikapuri) is een oude stad in het noordwesten van centraal India, in de regio Malwa van de deelstaat Madhya Pradesh, op de oostelijke oever van de rivier de Shipra. Het is het bestuurlijke centrum van het district Ujjain en van de gelijknamige divisie. In oude tijden werd de stad Ujjayini genoemd. In het episch werk Mahabharata was Ujjayani de hoofdstad van het koninkrijk Avanti. Het is een van de zeven heilige steden van de hindoes. Het religieuze festival Kumbh Mela wordt er elke twaalf jaar gehouden. Men vindt er de Mahakal-tempel (Mahakaleshwar Jyotirlinga), een van de twaalf heiligdommen voor de god Shiva.

## Geschiedenis
De eerste verwijzingen naar de stad Ujjaini komen uit de tijd van de Boeddha, toen het de hoofdstad was van het koninkrijk Avanti. Sinds de vierde eeuw voor Christus liep de zogenaamde meridiaan van Ujjain van de hindoeïstische geografie door de stad. Deze nulmeridiaan is in wezen vergelijkbaar met de meridiaan van Greenwich.
De stad zou de woonplaats van Ashoka geweest zijn, die tussen van 268 en 231 voor Christus keizer van het Mauryaanse rijk zou worden, in de tijd dat hij nog onderkoning was van de westelijke provincies van dit rijk.
In de periode na de Maurya's werd de stad bestuurd door achtereenvolgens de Sunga's en de Satavahana's. De heerschappij over de stad werd daarna bevochten door de Satavahana's en de Indo-Scythen (Saka's), later bekend als Westelijke Satrapen. Na het eind van de Satavahana-dynastie, hielden de Saka's de stad van de tweede tot vierde eeuw na Christus in bezit. Na de verovering van het Saka'se gebied door de Gupta's, werd de stad een belangrijke plaats in de annalen van dat rijk. Ujjain wordt beschouwd als de traditionele hoofdstad van koning Chandragupta II, ook wel Vikramaditya genoemd, in wiens hof de negen dichters, die ook bekendstaan als de navaratna (negen juwelen), de Sanskritische literatuur tot bloei zouden hebben gebracht.
In de zesde en zevende eeuw, maar ook later, was Ujjain een van de belangrijkste centra van wiskundig en astronomisch onderzoek in de wereld.
Onder de beroemde wiskundigen die er werkten waren de drie beroemdsten: Brahmagupta, in het midden van de zevende eeuw hoofd van het sterrenkundig observatorium in Ujjain, wiens boeken Brahmasphuta-siddhanta (in 628) en Khandakhadyaka (in 665) in belangrijke mate verantwoordelijk waren voor het verspreiden van het gebruik van het getal nul, het gebruik van de negatieve getallen en de verspreiding van het positionele nummersysteem naar Arabië en Cambodja; Varahamihira, die in de zesde eeuw een van de eersten was die zich bezighield met goniometrische identiteiten. In de twaalfde eeuw was Bhaskaracharya of Bhāskara II hoofd van de sterrenwacht van Ujjain. Hij werd vooral beroemd door zijn boek Lilavati, dat nieuwe gebieden in de wiskunde onder de aandacht bracht.
Bhaskara leefde in het tijdperk van de Paramara's. Vanaf de tiende tot en met de twaalfde eeuw werd Ujjain door dit rijk bestuurd. Na de verovering van Ujjain door het sultanaat Delhi onder bevel van Iltutmish in 1235 was de bloeiperiode afgelopen. De stad werd grotendeels verwoest en de tempels werden systematisch ontheiligd. Onder de Mogol-heerser Akbar werd de stad aan het eind van de 16e eeuw de hoofdstad van Malwa.
Tijdens het laatste deel van de achttiende eeuw was Ujjain het hoofdkwartier van de Maratha leider Sindhia. De Sindhias verkregen later ook de macht in Gwalior en verplaatsten hun machtscentrum naar deze stad. Ujjain bleef een onderdeel van de Gwalioraanse staat tot de Indiase onafhankelijkheid in 1947. De Gwalioriaanse staat werd een prinsdom in de Britse Raj, na de nederlaag van de Maratha in de Derde Anglo-Marathaanse Oorlog, en Gwalior, Ujjain, en naburige prinselijke staten vielen onder de Central India Agency. Na de Indiase onafhankelijkheid droegen de Sindhia-bestuurders van Gwalior hun aanspraken op het gebied over aan India, en werd Ujjain een deel van de staat Madhya Bharat. In 1956 ging Madhya Bharat op in de huidige Indiase deelstaat Madhya Pradesh.

## Verschillende namen voor Ujjain
Aangezien Ujjain een van de oudste steden van India is, heeft het in de loop der tijden onder vele namen bekendgestaan , waaronder:
- Avantika
- Padmavati
- Kushasthali
- Bhagavati
- Haranyavati
- Kandakatringa
- Kumudvati
- Pratikalpa
- Vishala

## Geografie
Ujjain ligt op het Malwaplateau in centraal India. De grond is zwart en steenachtig. De begroeiing is typisch voor droge regio's met doornige bomen zoals de babul en de acacia, die het landschap domineren. sojabonen, tarwe, sorghum en gierst zijn de belangrijkste gewassen.
De stad ligt op een hoogte van 491 meter boven de zeespiegel.

## Demografie
Volgens de nationale volkstelling in India van 2001 had Ujjain een inwonertal van 429.933 mensen, waarvan 52% van het mannelijk geslacht. 72% van de bevolking is geletterd en 13% is jonger dan 7 jaar.

## Klimaat
Ujjain heeft een klimaat dat typisch is voor het Indiase binnenland. De zomermaanden (april–juni) zijn hard met temperaturen die kunnen oplopen tot 45 °C, nog versterkt door hete winden (loo genaamd) die 's middags kunnen opsteken. De wintermaanden (november–februari) zijn aangenaam met een temperatuur overdag van rond de 20 °C. In de nachten kan de temperatuur in de winter dalen tot 3 °C. De moesson begint eind juni en er is dan tot september sprake van periodes met matige tot zware regenval. Periodes met regen en perioden met zonneschijn en een hoge relatieve vochtigheid wisselen zich af. De maand oktober is meestal warm met een hoge relatieve vochtigheid.

## Administratie
De stad Ujjain heeft twee afzonderlijke wetgevende vergaderingen, één in Ujjain-Noord en één in Ujjain-Zuid. Voor het Indiase parlement telt de stad Ujjain wel als één zetel.

## Economie
De economie van Ujjain is sterk afhankelijk van de landbouwactiviteiten van de omliggende dorpen. De twee belangrijkste gewassen die men verbouwt zijn in de lente sojabonen (medio april tot medio juni) en tarwe (begin juli tot september). De landbouw is gevoelig voor de variaties in de regenval en het niet of te laat verschijnen van de moesson kan een sterk ontwrichtend effect hebben op de landbouw en de lokale economie.